# Recklinghausen
Recklinghausen (pronunciació [ʁɛklɪŋˈhaʊzən]) és la ciutat més septentrional de la regió del Ruhr i la capital del districte homònim, a Alemanya. Amb 115.320 habitants segons el cens del 2013, Recklinghausen és la 22a ciutat més poblada del land de Renània del Nord-Westfàlia i la 60a en tot el país.

## Ciutats agermanades
- Preston, Regne Unit
- Douai, França
- Dordrecht, Països Baixos
- Acre, Israel
- Schmalkalden, Alemanya
- Bytom, Polònia

## Enllaços externs

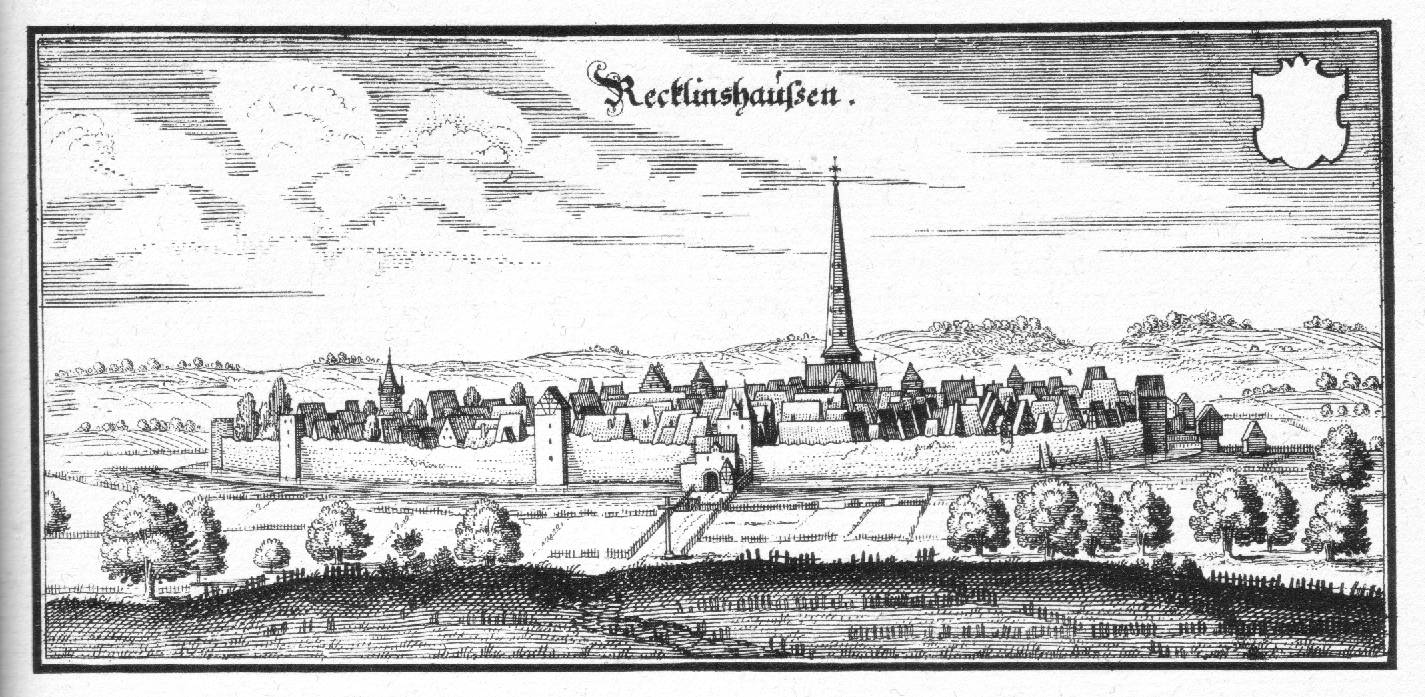
Imatge de Recklinghausen del.

## Personalitats il·lustres
- Karl Ridderbusch, cantant